# Selecció d'hoquei sobre patins masculina d'Angola
La selecció d'hoquei sobre patins masculina d'Angola representa la Federació Angolesa de Patinatge (FAP) en competicions internacionals d'hoquei sobre patins. La Federació Angolesa té la seu a Luanda.